# NGC 6396
NGC 6396 é um aglomerado aberto na direção da constelação de Scorpius. O objeto foi descoberto pelo astrônomo John Herschel em 1836, usando um telescópio refletor com abertura de 18,6 polegadas. Devido a sua moderada magnitude aparente (+8,5), é visível apenas com telescópios amadores ou com equipamentos superiores. 